# Bloomington (Texas)
Bloomington is een plaats (census-designated place) in de Amerikaanse staat Texas, en valt bestuurlijk gezien onder Victoria County.

## Demografie
Bij de volkstelling in 2000 werd het aantal inwoners vastgesteld op 2562.

## Geografie
Volgens het United States Census Bureau beslaat de plaats een oppervlakte van
6,9 km², geheel bestaande uit land. Bloomington ligt op ongeveer 21 m boven zeeniveau.

## Plaatsen in de nabije omgeving
De onderstaande figuur toont nabijgelegen plaatsen in een straal van 32 km rond Bloomington.